# Cuyapo
Cuyapo est une localité de la province de Nueva Ecija, aux Philippines. En 2015, elle compte 65 039 habitants.